# كرايغ ليونارد
كرايغ ليونارد هو سياسي كندي، ولد في 1962 في فريدريكتون في كندا. حزبياً، نشط في الحزب التقدمي المحافظ في نيو برونزويك ‏. وقد انتخب عضو الجمعية التشريعية لنيو برونزويك ‏.